# فریم داده
فریم یک واحد انتقال داده دیجیتال در شبکه‌های کامپیوتری و مخابراتی است. در سیستم‌های سوئیچ بسته، یک فریم یک بسته ساده در شبکه است. در سایر سیستم‌های مخابراتی، یک فریم یک ساختار تکرارشونده است که از مالتی‌پلکسی تقسیم‌زمانی پشتیبانی می‌کند.
یک فریم معمولاً شامل ویژگی‌های همگام‌سازی است که از دنباله‌ای از بیت‌ها یا نمادها تشکیل شده است که شروع و پایان داده‌های محموله را در جریان نماده‌ها یا بیت‌هایی که دریافت می‌شوند به گیرنده نشان می‌دهد. در صورتی که گیرنده‌ای در حین انتقال فریم به سیستم متصل شود، داده‌ها را نادیده می‌گیرد تا زمانی که دنباله‌ی همگام‌سازی یک فریم جدید را تشخیص دهد.

## سوئیچ بسته
در مدل OSI برای شبکه‌های کامپیوتری، یک فریم واحد داده پروتکل در لایه پیوند داده وجود دارد. این فریم‌ها نتیجه‌ی کپسوله‌سازی انجام شده در لایه‌های بالاتر از خود، قبل از انتقال داده‌ها به لایه فیزیکی می‌باشند. یک فریم در واقع یک واحد انتقال در یک پروتکل لایه پیوند است و از یک هدر لایه پیوند و یک بسته پس از آن تشکیل شده است. هر فریم از فریم بعدی با یک شکاف جدا می‌شود. فریم متشکل از مجموعه‌ای از بیت‌هاست که عموماً شامل بیت‌های همگام‌سازی، بار بسته و یک دنباله بررسی فریم می‌باشد. به عنوان مثال، فریم‌های اترنت، فریم‌های پروتکل نقطه به نقطه (PPP)، فریم‌های کانال فیبر و فریم‌های مودم V.42 اشاره می‌شود
اغلب، فریم‌ها با اندازه‌های مختلف درون یکدیگر قرار می‌گیرند. به عنوان مثال، در استفاده از پروتکل نقطه به نقطه (PPP) بر روی ارتباط سریال ناهمزمان، هشت بیت از هر بایت به صورت مجزا توسط بیت‌های شروع و پایان فریم مشخص می‌شوند، بایت‌های داده درون یک بسته شبکه حمل می‌شوند. با استفاده از هدر و فوتر، و چندین بسته می‌توان با استفاده از اکتت‌های مرزی فریم‌ها را جدا کرد.

## تقسیم زمانی چندگانه
در ارتباطات راه دور، به ویژه در انواع تقسیم زمانی (TDM) و دسترسی چندگانه با تقسیم زمانی (TDMA)، یک فریم یک بلوک داده تکراری چرخه‌ای است که از تعداد ثابتی از شکاف‌های زمانی تشکیل شده است، یکی برای هر کانال منطقی TDM یا فرستنده TDMA. در این زمینه، یک فریم به طور معمول یک موجودیت در لایه فیزیکی است. نمونه‌های کاربردی TDM شامل SONET/SDH و کانال B سوئیچ مدار ISDN می‌شوند، در حالی که نمونه‌های TDMA داده‌های سوئیچ مدار هستند که در خدمات صوتی اولیه سلولی استفاده می‌شوند. همچنین، فریم یک موجودیت برای تقسیم زمانی دوبلکس است، که در آن ترمینال تلفن همراه ممکن است در برخی بازه‌های زمانی ارسال و در برخی دیگر دریافت کند.

## همچنین ببینید
- دیتاگرام
- تکنیک های چندگانه